# Oswaldella bifurca
Oswaldella bifurca är en nässeldjursart som först beskrevs av Gustav Hartlaub 1904.  Oswaldella bifurca ingår i släktet Oswaldella och familjen Kirchenpaueriidae. Inga underarter finns listade i Catalogue of Life.